# Phoracantha grallaria
Phoracantha grallaria är en skalbaggsart som beskrevs av Francis Polkinghorne Pascoe 1864. Phoracantha grallaria ingår i släktet Phoracantha och familjen långhorningar. Inga underarter finns listade i Catalogue of Life.